# Бжезе (Опатовський повіт)
Бжезе (пол. Brzezie) — село в Польщі, у гміні Опатув Опатовського повіту Свентокшиського воєводства.
Населення — 310 осіб (2011).
У 1975-1998 роках село належало до Тарнобжезького воєводства.

## Демографія
Демографічна структура на день 31 березня 2011 року:
|          | Загалом | Допрацездатний вік | Працездатний вік | Постпрацездатний вік |
| -------- | ------- | ------------------ | ---------------- | -------------------- |
| Чоловіки | 154     | 27                 | 108              | 19                   |
| Жінки    | 156     | 24                 | 88               | 44                   |
| Разом    | 310     | 51                 | 196              | 63                   |